# Foresta pluviale tropicale

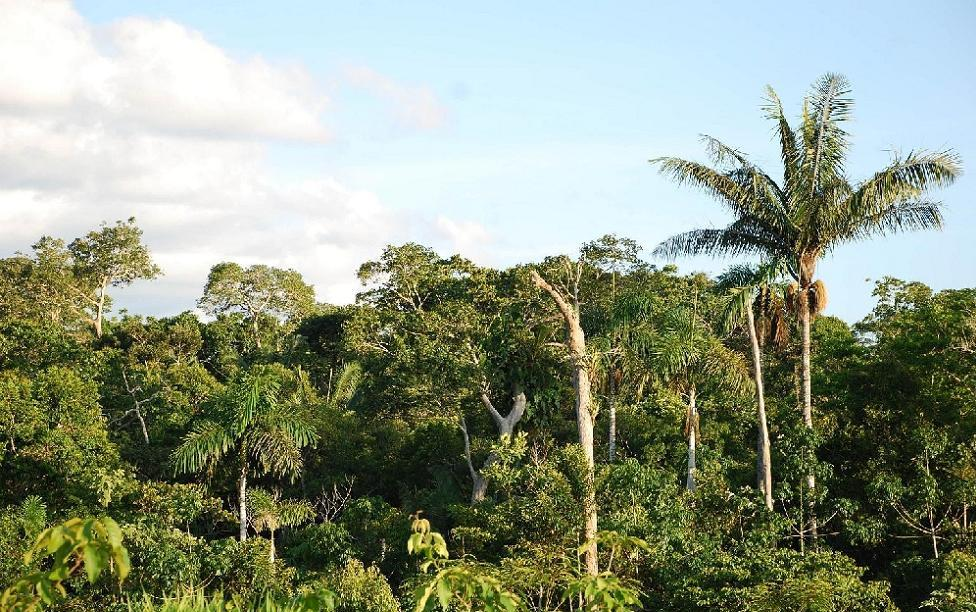
Giungla del Sud America

Le foreste pluviali tropicali sono localizzate nella fascia equatoriale della Terra. Sono presenti in: Asia, Australia, Africa, Sud America, America Centrale, Messico meridionale e in numerose isole del Pacifico. Rappresentano il bioma terrestre con la massima biodiversità, dato che ospitano da sole circa una metà delle specie viventi animali e vegetali terrestri.

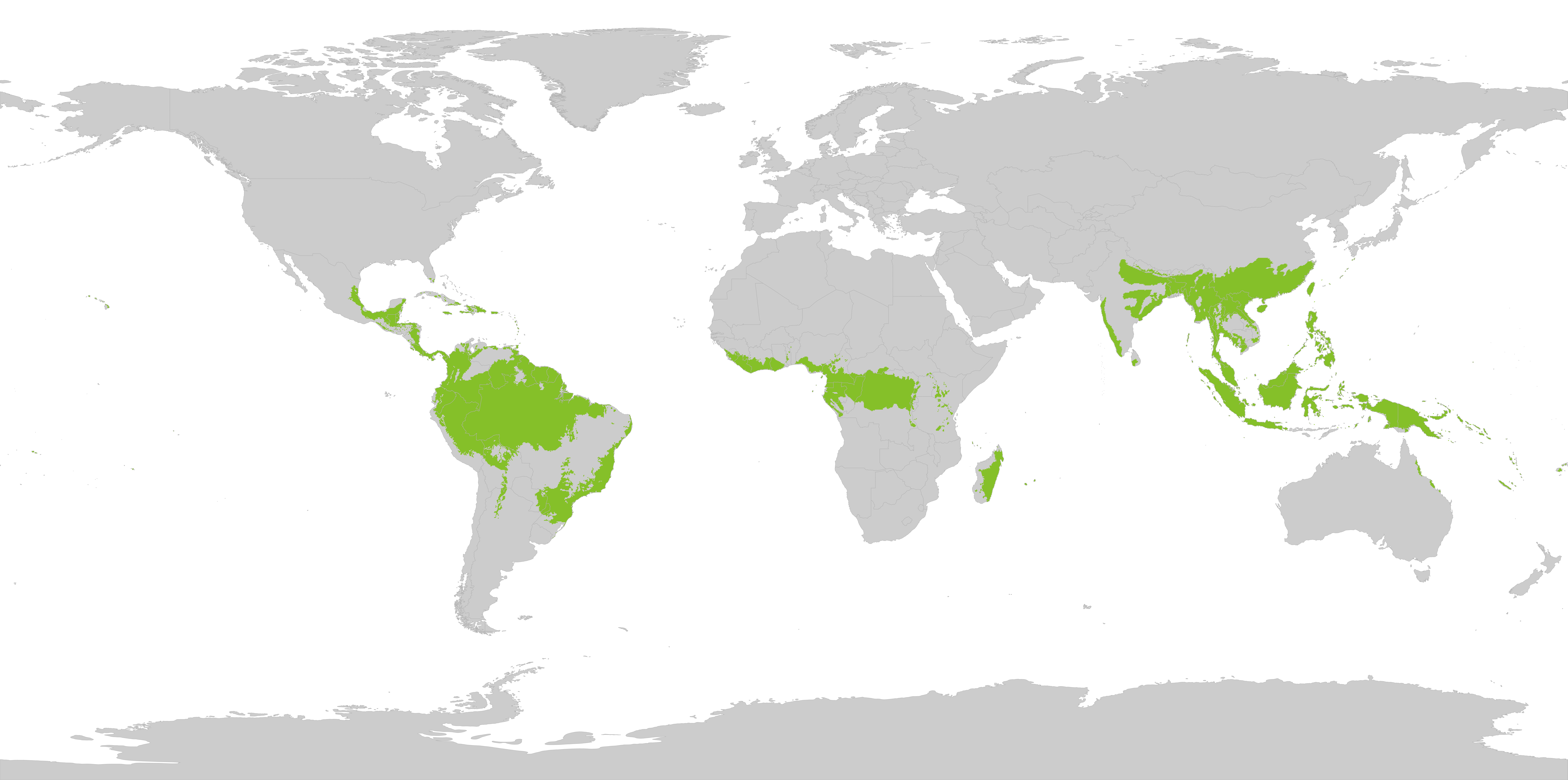
Distribuzione della foresta pluviale tropicale

Alcuni autori distinguono la "foresta pluviale equatoriale" dalla "foresta pluviale tropicale"; secondo essi, la prima è localizzata in corrispondenza dell'equatore ed è caratterizzata da una maggiore ricchezza di specie rispetto alla seconda, tipica di latitudini prossime ai tropici. In questa voce, invece i due tipi suddetti sono trattati insieme. Secondo gli autori della lista Global 200 del WWF, che propone anche una classificazione dei biomi terrestri, la foresta pluviale tropicale è compresa nel bioma delle "Foreste pluviali di latifoglie tropicali e subtropicali", in cui sono incluse anche le foreste pluviali equatoriali e le foreste pluviali temperate di altri autori.
Le foreste pluviali tropicali hanno uno scarso sottobosco, in quanto la luce del Sole difficilmente raggiunge il livello del suolo. Questo rende più agevole il movimento nella foresta per uomini e animali. Quando il tessuto forestale è interrotto a causa di abbattimenti o eventi naturali, il suolo è rapidamente colonizzato da piante pioniere e da un fitto intreccio di liane e giovani alberi; questa vegetazione secondaria è chiamata giungla, per la sua forte somiglianza con questo bioma.
Le foreste pluviali tropicali sono considerate "la più grande farmacia del pianeta" in quanto circa un quarto dei principi attivi impiegati in farmacologia deriva da vegetali.

## Descrizione

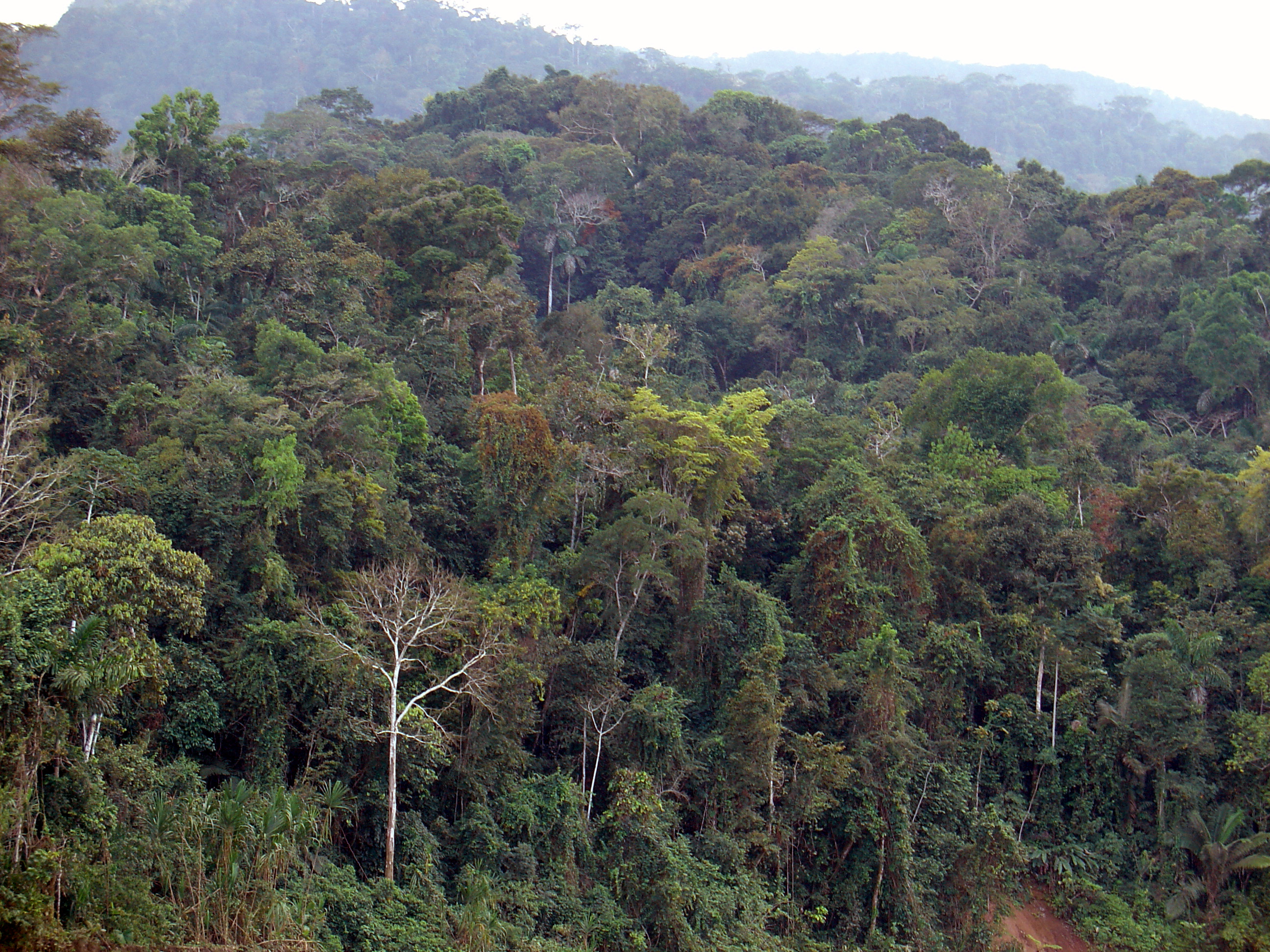
Foresta pluviale tropicale nella Regione di Madre de Dios in Perù

Il clima della foresta pluviale tropicale fa parte del clima equatoriale caratterizzato da stabilità per tutto l'anno e assenza di variazioni stagionali. La temperatura media è costante (t° media annua 25-27 °C) e l'escursione termica annuale si mantiene entro i 2-3oC. Il livello di umidità relativa è alto e sono molto consistenti le precipitazioni piovose (2000–4000 mm/anno) sotto forma di rovesci e temporali. L'insieme di tutti questi fattori climatici favorisce lo sviluppo della vegetazione rigogliosa in essa presente. Sono caratterizzati da elevata produttività e biodiversità (anche centinaia di specie forestali in ogni ettaro di superficie) e sono molto vulnerabili alle alterazioni antropiche.
Le grandi foreste pluviali ospitano più specie o popolazioni di tutti gli altri biomi messi insieme. Circa l'82% della biodiversità conosciuta è rilevabile nelle foreste tropicali. Le fronde degli alberi si innalzano fino a 50 - 85 metri dal suolo della foresta. La materia organica cade al suolo e si decompone rapidamente a causa della temperatura e dell'umidità, in un rapido ciclo dei nutrienti.
Le foreste pluviali sono caratterizzate da abbondanti precipitazioni. Il suolo è quindi spesso povero di nutrienti dilavati dalle piogge torrenziali, mentre la rapida decomposizione della materia organica da parte dei batteri impedisce l'accumulo di strati di humus. L'alta concentrazione di ossidi di ferro e alluminio produce il caratteristico colore rosso del suolo. In aree di più recente formazione geologica, come nel caso di terreni di origine vulcanica, il suolo tropicale può risultare più fertile, così come nel caso della foresta inondata, in cui la piena annuale deposita un fertile strato di limo.
Le foreste tropicali sono soggette a un intensivo taglio e alla conseguente deforestazione, soprattutto nel ventesimo secolo, che ha visto la superficie delle foreste ridursi quasi della metà.
La gran parte delle specie vegetali, di insetti, e di microorganismi ancora non è stata scoperta e catalogata dagli scienziati. Le foreste pluviali tropicali sono anche chiamate "i polmoni della terra," ma questa definizione non ha una reale base scientifica, in quanto le foreste sono considerate neutrali dal punto di vista dell'ossigeno.
Alte latifoglie sempreverdi sono le forme dominanti. Gli alberi più alti emergono dal manto forestale e ospitano tra i propri rami una ricca flora di epifite (orchidee, bromelie, muschi, licheni). Il sottobosco in una foresta pluviale è limitato dalla carenza di luce, e consiste prevalentemente in piante, felci e giovani alberi in grado di vivere alla semi oscurità, oltre che dalle liane che catturano la luce arrampicandosi sugli alberi. Nella foresta decidua o semi-decidua, o dove è intervenuto un fattore di disturbo, il suolo è colonizzato da liane e piante pioniere a rapida crescita, e la densa vegetazione è chiamata giungla.

### Foresta pluviale e giungla
Prima del XX secolo, le espressioni "foresta pluviale", "foresta pluviale tropicale" e "foresta monsonica" non erano usate e al loro posto si usava il termine giungla. Il successo dei libri di Rudyard Kipling, Il libro della giungla e Il secondo libro della giungla, ed anche di quelli di Edgar Rice Burroughs ed Emilio Salgari, hanno reso oltremodo popolare questo termine, sia in senso proprio, sia in senso esteso. Successivamente, le avventure a fumetti dell'Uomo mascherato ne consolidarono la popolarità.
Fu nel 1898, con la pubblicazione del volume Geografia su base fisiologica, in cui il botanico ed ecologo tedesco Andreas Schimper, che fu introdotta l'espressione "foresta pluviale", che poi gradatamente, nel corso dei decenni, si diffuse. Lo studioso, infatti, in questo testo, classificò per primo tutti i biomi terrestri del pianeta e per indicare le foreste che erano state sino ad allora chiamate genericamente "giungla" o "foresta vergine", coniò l'espressione "foresta pluviale", che nel giro di qualche decennio si impose a livello scientifico, e parzialmente anche popolare. Il termine "giungla", che era diventato troppo generico, cominciò allora a tornare al suo significato originario di foresta tipica delle regioni monsoniche, anche se a livello popolare questa accezione convive ancora con quella più generica di foresta pluviale.

## Fauna
Gli animali presenti nella foresta tropicale sono molti, fra i più importanti troviamo i pipistrelli e numerose specie di uccelli grandi e piccoli fra i quali pappagalli, colibrì e l'uccello del Paradiso; numerosi serpenti e altri rettili quali le iguane, i camaleonti e i gechi o anfibi come i rospi giganti e le rane; varie specie di scimmie quali il mandrillo, lo scimpanzé, il gorilla e l'orango; i grossi carnivori quali il giaguaro, il leopardo, la tigre. Infine i mammiferi erbivori più noti sono i tapiri.

## Strati
Le foreste pluviali tropicali si dividono in cinque diversi strati, ciascuno dei quali ospita diversi habitat e diverse specie: suolo, arbusti, i tronchi e rizomi, la volta delle fronde e lo strato emergente. Quest'ultimo si trova solo nelle foreste tropicali, ed è composto da alberi alti fino a 70-80 metri, in grado di resistere al calore del sole e alla forza del vento. Ci abitano animali come l'aquila Arpia, la farfalla, il pipistrello e alcuni tipi di scimmia.
La volta delle fronde ospita la maggior parte della vita animale, dalle rane arboricole, alle scimmie, agli uccelli, agli insetti.

## Popoli della foresta
Le foreste pluviali tropicali ospitano numerose comunità indigene L'alta biodiversità determina una forte dispersione delle risorse alimentari, e le popolazioni di foresta, soprattutto se composte da cacciatori-raccoglitori, conducono spesso uno stile di vita seminomadico, su base stagionale, alternando talvolta la vita in foresta a quella in savana. Altri gruppi vivono commerciando i preziosi prodotti della foresta.

### Principi attivi e piante medicinali
Le foreste pluviali tropicali sono spesso considerate "la più grande farmacia del mondo", perché una gran parte dei prodotti medicinali comunemente impiegati contiene principi attivi provenienti dalla foresta, come la cocaina, numerosi principi attivi con funzionalità stimolante, o tranquillante. Dalle foreste pluviali tropicali provengono anche il curaro (un potente paralizzante utilizzato per i medici come anestesie) e il chinino (una cura per la malaria).

### Servizi ambientali
Oltre alle funzionalità estrattive, le foreste pluviali tropicali svolgono numerosi servizi non legati alle funzioni estrattive. Esse svolgono un ruolo essenziale nel preservare la biodiversità, nel regolare le precipitazioni, nella conservazione del suolo, oltre al valore paesaggistico e culturale (o specificamente religioso) per le popolazioni che le abitano.

### La perdita di foreste
Secondo la FAO, la perdita netta di foreste (ossia sottraendo le nuove piantagioni) è stimata intorno a 7,3 milioni di ettari l'anno, pari a ventimila ettari al giorno.
In America Latina, l'Amazzonia perde 25.276 chilometri quadrati di foresta, un'area grande quanto la Sicilia. In Indonesia ogni giorno sono perduti 49 chilometri quadrati di foreste, per un tasso di deforestazione del 2 per cento annuo. Gli ecosistemi più fragili sono tutti in via d'estinzione, basta pensare alle foreste palustri e salmastre. Il 20% delle foreste di mangrovie è scomparso dal 1980 ad oggi.
Le cause della loro distruzione e disgregazione sono molteplici: dagli incendi, i gas naturali che nascono dalla pietra calcaree, alla conversione per uso agricolo, alla sovrappopolazione. Ma spesso l'industria del legno, anche quando pratica il taglio selettivo, è il pioniere della deforestazione, aprendo la strada agli altri fattori. Combinando l'osservazione sul campo allo studio delle immagini satellitari ad alta risoluzione il Carnegie Institution di Washington in Stanford ha determinato che i convenzionali metodi di analisi hanno sottostimato del 50% circa il danno causato dal prelievo. Inoltre, il taglio selettivo è in genere il primo passo verso la distruzione delle foreste. Un articolo apparso sulla rivista scientifica Science pubblica i risultati di uno studio compiuto in Amazzonia nell'arco di quattro anni sull'impatto del taglio selettivo. Lo studio rivela che un prelievo selettivo, ossia finalizzato a due o tre specie in un'area, crea un danno aggiuntivo che va dal 60% al 123% della stessa deforestazione.
Industria del legno, monocoltura della soia, o della palma da olio, industria mineraria che rappresentano solitamente i primi attori di un processo di degrado. Le strade aperte da queste industrie, portano alla foresta successive ondate di sfruttamento, dal bracconaggio, dagli insediamenti. Nel 2006 un team di scienziati del Carnegie Institution's Department of Global Ecology (Stanford University) ha indicato come il 16% di una foresta sottoposta a taglio selettivo sia comunemente distrutto nel giro di un anno, nei successivi quattro anni viene distrutto un ulteriore 32% e in quattro anni la foresta è completamente rimossa. Alla fine viene la conversione agricola.

### Conversione agricola
L'espansione dell'agricoltura ha strappato tradizionalmente vaste aree di terreno alle foreste. In alcuni casi (Amazzonia, Indonesia) sono grandi imprese, anche a carattere sovranazionale, del settore agricolo o bovino, a radere al suolo ampie superfici di foresta per espandere le proprie attività. In altre aree (Africa) la crescita della popolazione e la distribuzione iniqua delle terre, assieme alla miseria e alla fame spingono contadini poveri a strappare terra alla foresta, bruciandone delle parcelle. Il suolo delle foreste pluviali tropicali però non sempre è idoneo all'agricoltura. Privato della protezione assicurata dal manto forestale, il sottile strato di humus è dilavato dalle piogge torrenziali o seccato dal sole, e in poco tempo si trasforma in un suolo arido e improduttivo.